# 中國聯合工程
中国联合工程，是中国机械工业集团有限公司旗下公司。原为1953年4月成立的机械工业部第二设计研究院，又称第一机械部第二设计分局、又简称国机二院，是一家以动力设备和通用机械工厂设计为主的综合设计院。
在1999年-2000年期间，由原机械工业部第二设计研究院为核心，联合机械工业第三设计研究院、机械工业第十一设计研究院（中联西北工程设计研究院）、机械工业勘察设计研究院等多家国家甲级勘察设计单位组建成立，主要業務工程设计、工程咨询、勘察、规划、建设监理、项目管理、建筑施工、采购、试车和工程总承包业务。

## 沿革
1952年，中华人民共和国准备实施第一个五年计划的建设，上海一些重点国营机械工厂先后成立基本建设科；下半年，华东工业部在机械工业管理局设计室和电器工业管理局基建科的基础上，分别成立机械设计处和电器设计处。以后又将两处合并，调入上海和华东部份大型机械工厂的总工程师、工程师、技术员和上海铸工事务所全体人员，吸收上海市私营企业中志愿参加国家基本建设设计工作的工程技术人员，配备当年大专和中专毕业的工程技术人员和经济专业人员，加上地方和部队的转业干部共千余人，于1953年4月成立一机部第二设计分局，1958年改称一机部第二设计院。
建立后，该院党组织和院长朱兆衍等针对设计单位和知识分子比较集中的特点，注意进行团结、教育工作，既在工作上大胆放手。部门经济效益不断提高，职工生活明显地得到改善。1982年，全院经济收入已实现收大于支的目标，以后逐年上升。科研工作也有新的发展，1983年建立了电子计算机室，开始在土建，公用、动力等设计和计划管理、财务管理、人事管理等方面加以应用。为开展咨询业务和项目评价工作，1984年成立科技咨询公司，1985年初在厦门、宁波成立分公司，上海分公司也已得到上海市科委批准。之后研究院迁杭州。并在1983年、1985年两次改组。2000年10月，进入国机集团；2001年10月，以二院为核心，联合机械工业第三设计研究院、机械工业第五设计研究院、机械工业第十一设计研究院、机械工业勘察设计研究院等四家甲级院，五家勘察设计院联合重组，组建中国联合工程公司，2001年10月完成工商注册登记，12月正式挂牌，公司总部设在杭州。2001年12月17日，中国联合工程公司在杭州正式揭牌。

## 工程
一五计划开始，该院负责配合苏联莫斯科重机设计院设计的哈尔滨汽轮机厂，补充了大量施工图，使该厂于1956年3月开工建设，1958年12月正式投产，并于当年生产两台25万千瓦汽轮机。1953年开始设计上海汽轮厂，并在当年生产第一台6000千瓦汽轮机。1956年末基本结束，以后该两厂的扩建工程虽时停时建，但由于考虑到以后的发展，所以在1981年引进美国西屋公司技术时，在厂房规模、吊车等级上仍具有改建成制造大型机组工厂的条件。由二院设计并已建成的该两厂重型车间，也有条件生产大型机组。1960年代中期，在加强三线建设的方针下，该院负责设计新建的东方汽轮机厂，虽然由于文化大革命的干扰，但到1974年也已建成投产；与哈尔滨、上海两个汽轮机厂鼎足而三，成为具有生产大型机组条件的工厂。此外，该院设计的北京重型电机厂和南京汽轮电机厂的汽轮机部份以及武汉汽轮机厂、青岛汽轮机厂等都具备生产中、小机组的能力。杭州汽轮机厂通过引进国外技术，已建成为工业汽轮机的生产基地。
1975年，国家计委批准在南京汽轮机厂建立生产和科研基地，由二院进行设计。该院即派遣主要设计力量，先后约一百多人，奔赴现场精心设计。采用了先进的数控机床，电子计算机数据采集系统、电子探针、电子显微镜、燃气轮机叶轮加工专用机床，气垫运输，真空罩式热处理炉、高速动平衡装置等。此外，二院设计的锅炉厂，其产品等级从1950年代初期的中压级逐步提高到1960年代的高压超高压级。1950年代、1960年代该院设计中国第一条管子自动生产线和多项焊接机械设备试制成功，标志着开始向自动化方向发展。1960年代末设计的中频焊机、阀门密封面堆焊等设备，对提高焊接工艺水平起了推动的作用。。

## 科研项目
中国联合工程公司，在职员工6000多人，其中在公司工作过的中国工程院、中国科学院两院院士一共七人（丁舜年、王守觉、郑时龄、雷天觉、潘镜芙、薛禹胜、程泰宁），享受国务院政府特殊津贴专家100多人。
1958年，按国家行业分工，主要承担发电设备制造业（锅炉、汽轮机、电站辅机）、通用设备制造业（风机、压缩机、泵、阀门、制冷机、空分设备、真空设备、分离设备、塑料机械等）以及仪器仪表制造业等行业的行业发展规划、基本建设和技术改造工程设计，同时承担了相关的生产自动线专用设备、试验装置等设计任务。

### 工业工程
- 哈尔滨电气集团（秦皇岛）重型装备有限公司
- 东方汽轮机有限公司灾后异地重建工程
- 哈尔滨锅炉厂大型电站锅炉
- 东方电气（广州）重型机器有限公司
- 上海电气临港重型装备基地
- 通用电器亚洲水电设备有限公司
- 杭州汽轮重工有限公司
- 中国长江动力公司（集团）搬迁改造建设项目
- 武汉锅炉股份有限公司新建基地
- 东方电气东方锅炉股份有限公司德阳制造基地
- 南通万达锅炉有限公司节能环保关键设备产业化项目
- 江西江联重工股份有限公司锅炉、压力容器、环保产品生产基地建设项目
- 中国一重集团大连棉花岛基地
- 中信重工机械股份有限公司重型热处理工部建设项目
- 中国二重集团镇江出海口基地1700t级重型厂房，40000t级重件码头泊位
- 张家口三北拉法克风电设备有限公司
- 太重（天津）滨海重型装备研制基地
- 北车松原风电

### 民用工程
- 杭州国际会议中心
- 杭州大厦
- 中国人寿大厦
- 杭州博地世纪中心
- 浙江泛海光彩国际中心
- 杭州保亿集团总部
- 赞成·太和广场
- 钱塘·蓝鲸国际
- 宁波嘉和中心
- 瑞安新湖广场
- 朗城大时代
- 台州星光耀广场
- 大河造船厂工业遗存保护（运河国际旅游综合体一期）工程
- 开元德清水上乐园
- 浙江美术馆
- 湖州师范学院新校区总体规划
- 杭州城北体育公园体育馆群
- 建兰中学
- 杭州电子科技大学新校区
- 浙江财经学院新校区
- 丽水学院体育综合训练馆
- 浙江师范大学行知学院
- 中国人民解放军第四一三医院
- 武警浙江省总医院
- 西安市长安医院
- 浙江长兴县人民医院

### 国际工程
- 哥伦比亚GECELCA3.1和GECELCA3.2发电厂
- 委内瑞拉保障性用房建设总承包项目
- 印度尼西亚T.J.AWAR AWAR 2X350MW电厂
- 土耳其SIRNAK2x135MWCFB电厂
- 苏丹吉里电厂
- 缅甸TIGYIT燃煤电厂
- 越南（煤头）化肥项目热电站
- 越南安庆火电厂
- 印度尼西亚IIU公司CFB锅炉岛
- 印尼梭罗RUM公司热电站
- 印度尼西亚北苏拉维西燃煤电厂
- 印尼棉兰胶合板厂燃木屑电站
- 泰国南隆米厂热电站（燃砻糠）1.5MW
- 马来西亚DMSB液化石油气钢瓶生产线
- 伊朗泰维尼公司80t高速动平衡试验时
- 日本川崎重工大型喷抛丸设备
- 印度BFL公司4000T压机配套2.2x12m井式炉
- 智力马士基公司集装箱涂装线
- 越南SUNSCO公司1.2x1250x120m/min家电彩钢板生产线
- 安哥拉共和国十万套住房项目
- 利比亚扎维亚市4000套住宅建设项目
- 乌干达共和国外交部大楼
- 吉布提共和国外交与合作大楼
- 纳米比亚议会大厦
- 东帝汶民主共和国外交部大楼

## 事件
1953年，江泽民曾经供职于国机二院，并担任当时的上海第二设计分局电器专业科长。2009年4月23日，已经退休的前中共中央总书记的江泽民视察中国联合工程公司。其在国机二院发表的其在六四後接任總書記以及一系列谈话與口頭禪，成为膜蛤文化的重要组成部分，被网民恶搞作“蛤三篇”之一。